# جوش رالف
جوش رالف (بالإنجليزية: Josh Ralph) هو منافس ألعاب قوى أسترالي، ولد في 27 أكتوبر 1991 في سيدني في أستراليا.

## وصلات خارجية
- جوش رالف على موقع الاتحاد الدولي لألعاب القوى (الإنجليزية)
- جوش رالف على موقع النتائج التاريخية لألعاب القوى الأسترالية (الإنجليزية)
- جوش رالف على موقع اتحاد ألعاب الكومنولث (مؤرشف) (الإنجليزية)